# 議会における国王
議会における国王 （ぎかいにおけるこくおう、英: King-in-Parliament）（女王君主の治下においては議会における女王（ぎかいにおけるじょおう、英: Queen-in-Parliament）)、または議会における国王（ぎかいにおけるこくおう、英: Crown-in-Parliament）、イギリスにおいてはより正式には、神の下の議会における王（かみのもとのぎかいにおけるおう、英: King in Parliament under God）は、英連邦王国における憲法上の用語で、下院および上院（二院制議会の場合）または立法府（一院制議会の場合）の助言と承認により行為する立法上の立場における国王を指す。両院により可決された法案は、国王裁可（英: Royal Assent）を求めて君主（またはその代理人たる総督（英: governor-general）、副総督（英: lieutenant-governor）もしくは州総督（英: governor））の下に送られる。国王裁可がひとたび与えられると、法案は法律として成立する。この第一次立法たる法律は「act of parliament」と呼ばれる。法律は、第二次立法についての規定を置くこともできる。第二次立法は、国王によってなされるが、議会の単純な同意か、または不同意がないことを要する。
議会の一部としての国王（英: Crown）の概念は、権力融合（英: fusion of powers）の思想とも関連する。権力融合とは、政府の執行部門と立法部門の融合を意味する。これは、ウェストミンスター・システムにおける重要な概念であり、イングランドにおいて発展し、英連邦その他の国においても用いられている。これと対比されるのが、大統領制（米国やフランスなど）に典型的な権力分立であり、この場合、大統領は議会の一部ではないが、法案が法律として成立するには大統領の承認を要する。英連邦王国における、議会における「国王」、「王」または「女王」という表現は、究極的な権限または主権は君主にあるが、選挙されかつ／または選任された職員に対して委任されているのである、との憲法理論を暗示するものでもある。連邦制の英連邦王国においては、立法府における国王（英: Crown-in-the-legislature）との概念は、当該君主国とは別個の地域と考えられている単位、自身の領域における君主にのみ適用される。すなわち、オーストラリアの州（英: state）やカナダの州（英: province）である。これが、例えばカナダにおける州（英: province）と準州（英: territory）との法的な区別の基礎となる。準州（英: territory）の立法府は、君主から直接にその権限を得たものではなく、連邦議会から委任されたものに過ぎないのである。同様に、英連邦における市議会その他の地方政府についても、「議会における国王」のような観念は用いられない。地方政府の権限の根拠たる憲章や法律は、より上位の政府によって一方的に改正され得るものだからである。
法律の制定における君主の立場ゆえに、法律の制定文においては、議会を構成する他の1以上の要素とともに、国王が言及されることがある。例えばイギリスの法律は次のように始まる。
BE IT ENACTED by the King's most Excellent Majesty, by and with the advice and consent of the Lords Spiritual and Temporal, and Commons, in this present Parliament assembled, and by the authority of the same, as follows...
（召集された今議会における聖俗貴族および庶民の助言と承認により、この上なく優れたる国王陛下により、また、その権限によって、以下のとおり制定される。）
もっとも、この表現は、1911年議会法および1949年議会法の規定に基づいて、貴族院の承認なく法案が可決された場合には異なるものとなる。同様に、カナダの法律は典型的には次のような制定文を含む。
NOW, THEREFORE, His Majesty, by and with the advice and consent of the Senate and House of Commons of Canada, enacts as follows...
（よって、国王陛下は、カナダの元老院および庶民院の助言と承認により、以下のとおり制定する。）
国王は議会の一部であるため、制定文は必ずしも明示的に国王に言及する必要はない。例えば、オーストラリアやツバルのような英連邦王国においては、制定文はそれぞれ、単に「"The Parliament of Australia enacts"（オーストラリア議会は制定する）」や「"ENACTED by the Parliament of Tuvalu..."（ツバル議会により制定される）」となる。これはしかし、議会と国王のいずれかが第一次的な立法者であるかという違いを示し得るものである。
スコットランド議会は異なるアプローチを用いる。その法律は国王裁可を要するものの、「議会における国王」のような概念は用いられない。イギリスの法律において見られる制定文の代わりに、スコットランド議会の法律は、その正式な題名の上に次のような文言を記載する。
The Bill for this Act of the Scottish Parliament was passed by the Parliament on DATE and received Royal Assent on DATE.
（このスコットランド議会制定法律のための法案は、［日付］に議会により可決され、［日付］に国王裁可を得た。）